# مؤسسة المواصفات والمقاييس الأردنية
مؤسسة المواصفات والمقاييس الأردنية هي جهة حكومية مسؤولة عن وضع المواصفات القياسية وضمان تطبيقها في مختلف القطاعات في الأردن، بهدف تحقيق الجودة والحفاظ على الصحة والسلامة العامة. تأسست المؤسسة في عام 1972، وتعمل على مراقبة المنتجات والخدمات لضمان مطابقتها للمواصفات القياسية الوطنية والدولية.

## المهام
- إعداد المواصفات القياسية[2]
- الرقابة والتفتيش
- الاختبار والمعايرة
- منح الشهادات
- التوعية والإرشاد

## المديريات
تنقسم المؤسسة الى عدد من الوحدات: 
- مديرية شهادات المطابقة
- فرع إقليم الجنوب
- فرع إقليم الشمال
- مديرية إدارة المعرفة
- مديرية التفتيش
- مديرية التقييس
- مديرية الرقابة الحدودية
- مديرية الشؤون المالية والإدارية
- مديرية المصوغات
- مديرية المقاييس
- مديرية الموارد البشرية
- وحدة إدارة الجودة الشاملة
- وحدة إدارة المخاطر
- وحدة الاعلام والاتصال
- وحدة التحقق والتبليغ ومكافحة التقليد
- وحدة الرقابة الداخلية
- وحدة الشؤون القانونية
- وحدة المختبرات